# Milan Kopecký (literární historik)
Milan Kopecký (14. května 1925, Brno – 17. září 2006, Brno) byl český literární vědec, editor, vysokoškolský pedagog a komeniolog.

## Život
Po maturitě na reálném gymnáziu v Brně v roce 1944 studoval v letech 1945–1948 češtinu a ruštinu na Filozofické fakultě Masarykovy univerzity (FF MU) v Brně. V letech 1948–1953 učil jako středoškolský profesor v Břeclavi, nejprve na obchodní akademii, později na vyšší sociální škole a gymnáziu. Od roku 1953 do roku 1991 působil na filozofické fakultě v Brně, v letech 1991–1998 jako externista, v letech 1990–1992 externě přednášel na Slezské univerzitě v Opavě. Dcera Michaela (* 1958, provdaná Horáková, poté Soleiman pour Hashemi) se také zabývá starší českou literaturou a přednáší na FF MU v Brně.
Doktorát získal Kopecký v roce 1949, v roce 1959 pak titul kandidáta věd prací Překlady z italské renesanční a německé reformační literatury od Mikuláše Konáče z Hodiškova. V roce 1962 se habilitoval prací Literární dílo M. Konáče z Hodiškova. V roce 1973 byl jmenován řádným profesorem, roku 1980 obhájil doktorskou disertaci Pokrokové tendence v české literatuře od konce husitství do Bílé hory.
V letech 1969–1972 byl proděkanem a v letech 1972–1976 děkanem filozofické fakulty tehdejší Univerzity J. E. Purkyně (UJEP) v Brně. V období let 1976–1990 stál v čele katedry české a slovenské literatury a literární vědy, od roku 1984 koordinoval sdružení bohemistických kateder na UJEP. Byl členem vědeckého kolegia věd a umění Československé akademie věd (ČSAV) a předsedou nebo členem několika komisí ministerstva školství a ČSAV. V roce 1988 byl zvolen členem korespondentem ČSAV.
V letech 1963–1964 působil na Humboldtově univerzitě v Berlíně. Přednášel také v Itálii, Rakousku, Holandsku, Norsku, Francii, Bulharsku, Polsku aj.
Byl členem mezinárodního PEN klubu, Eichholz, Komise pro rukopisy Akademie věd České republiky, členem redakční rady J. A. Comenii Opera omnia, Studia Comeniana et historica a Comenius-Werkausgabe Berlin.
V Literárněvědné společnosti při ČSAV vykonával v letech 1960–1970 funkci vědeckého tajemníka její brněnské pobočky a poté předsedy medievistické sekce. V letech 1977–1988 pracoval jako předseda sekce jazyka a literatury Socialistické akademie v Brně. Od roku 1973 řídil redakční radu pro vydávání díla J. A. Komenského. Od roku 1966 byl předsedou Muzejního spolku pro uchování bratrských památek a tisků v Kralicích nad Oslavou a zasloužil se o vybudování Památníku Bible kralické.

### Ocenění
- 1968 – Medaile 550 let polygrafie za zásluhy o zkoumání a propagaci české knižní kultury i za podíl na organizování jubilejních akcí
- 1970 – Medaile I. A. Comenii iubllaeum gentium za komeniologickou činnost
- Stříbrná medaile Filozofické fakulty UJEP
- Zlatá medaile UJEP
- 1985 – Zasloužilý učitel

## Dílo

### Publikační činnost
Od roku 1953 publikoval v časopisech Česká literatura, Slezský sborník, Časopis Matice moravské, Listy filologické, Slavia, Věda a život, Vlastivědný věstník moravský, Český lid, Zlatý máj, Host do domu a rovněž v periodických publikacích, které redigoval – revue Universitas (1968–1969), Sborník prací FF brněnské univerzity, řada literárněvědná (D) (1976–1991), Z kralické tvrze (1967–1979), Studia Comeniana et historica (1985–1990), Acta Comeniana (1983–1989), Literární Bílovice I, II (1982). Redigoval i sborník Rodné zemi (1958) a O barokní kultuře (1968). Odborně spolupracoval na filmu Pochodeň černého umění (1968, k 500. výročí knihtisku v českých zemích). Pro Českou televizi a Český rozhlas připravil několik literárních pásem a přednášek, pro Svobodnou Evropou od roku 1990 sérii portrétů osobností literárního baroka. Publicistické příspěvky uveřejňoval v denících Lidová demokracie a Rovnost.

### Badatelská činnost
Základní badatelskou oblastí Milana Kopeckého byla starší česká literatura, zejména období renesance a baroka. Přínos významných tiskařů, vydavatelů a spisovatelů 16. století zhodnotil v monografiích Mikuláše Konáče z Hodiškova a Daniela Adama z Veleslavína.
Pokud jde o literární baroko, byl Kopecký iniciátorem a libretistou výstavy Barokní tisky (autor katalogu, 1968) a organizátorem vědecké konference o baroku (1967) v Brně. Připravil k vydání výbor barokní poezie Kapka rosy tekoucí (1968), dále například Zdoroslovíčka F. Kadlinského (1971). Napsal monografii o Valentinu Bernadovi Jestřábském (1969), zabýval se Bohuslavem Balbínem a nově přeložil jeho Obranu (1988). V řadě studií se zabýval tvorbou J. A. Komenského, podílel se edičně také na jeho díle. Soustředil se na umělecké prostředky barokní literatury, vztahy baroka umělého k pololidovému a k folklóru a souvislosti mezi barokní kulturou a novodobým písemnictvím.
Psal též o vzniku a vývoji cyrilometodějské tradice, o rozvoji humanismu a renesance a soudobého světského divadla, o pronikání antické kultury do české literatury, vzniku a rozvoji renesanční beletrie, sledoval i mezislovanské vztahy, reflektoval slovenské dějiny, pozornost věnoval také české literatuře 19. a počátku 20. století, zvláště autorům utvářejícím literární život na Moravě (Matěj Mikšíček, Jan Herben, Jan Uher aj.) Rozsáhlá byla rovněž jeho činnost recenzentsko-referentská.
Jeho dvě připravené knihy čekají ještě na publikování (monografie o Stanislavu Součkovi a edice dosud nevydaného rytířského románu). Celková bibliografie jeho prací obsahuje více než 600 položek.

### Edice
výběr
- Staří slezští kazatelé, 1970
- Felix Kadlinský: Zdoroslavíček, 1971
- Bohuslav Balbín: Rozprava krátká, ale pravdivá, 1988, 1997
- Bible svatováclavská /čtveroevangelia, 1991
- Fridrich Bridel: Básnické dílo, 1994